# Total Access Communication System

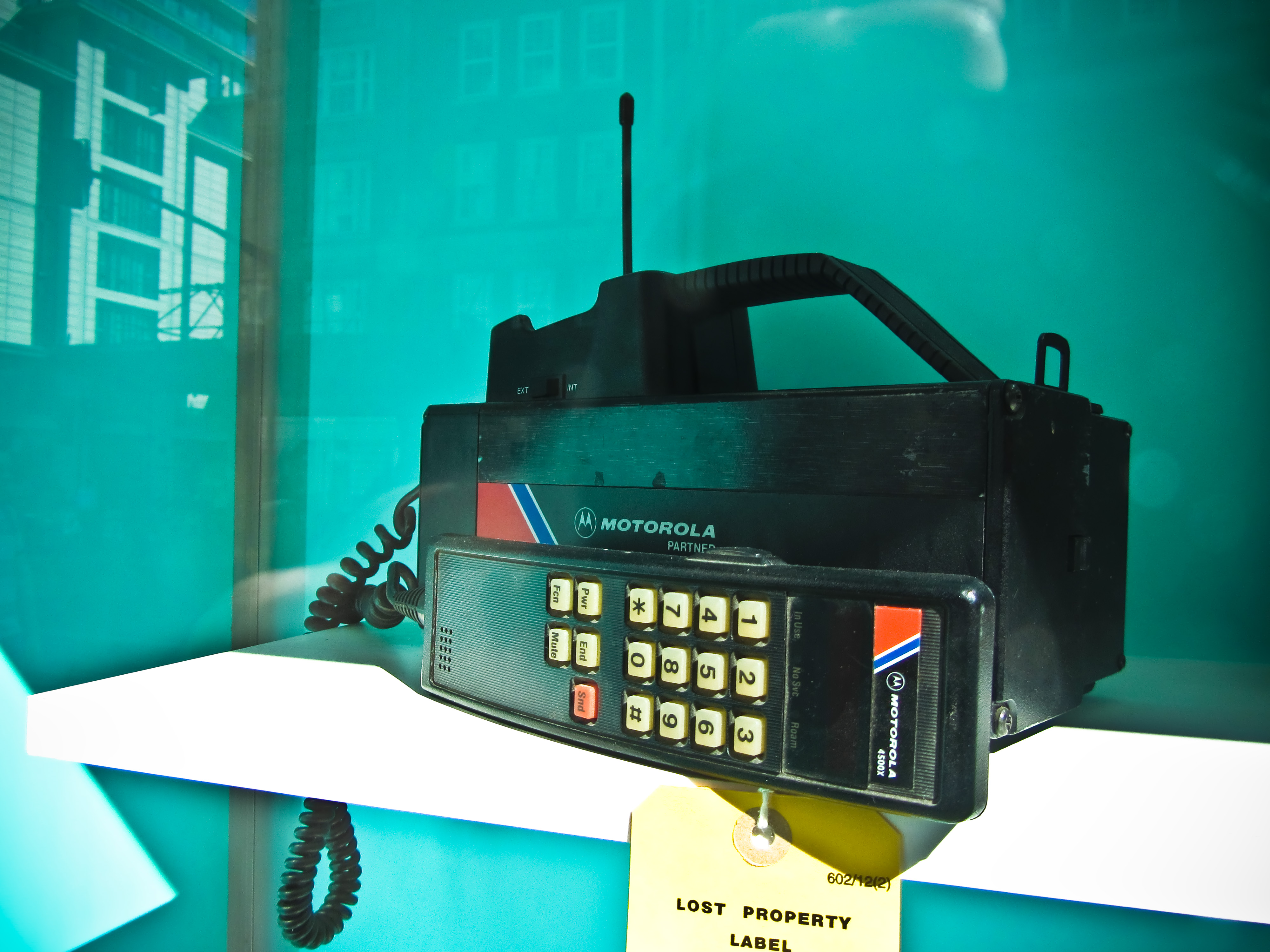
TACS-Mobiltelefon von Motorola aus den 1980er Jahren

Total Access Communication System (TACS) ist ein Standard für analogen Mobilfunk. TACS ist die europäische Version von AMPS. ETACS ist eine erweiterte Version von TACS mit mehr Kanälen. TACS und ETACS wurden in Europa durch GSM ersetzt. In Großbritannien wurde das letzte ETACS-Netz von Vodafone am 31. Mai 2001 abgeschaltet. Es war 16 Jahre lang in Betrieb. In Italien gab es ein TACS-Netz von Telecom Italia, in Österreich betrieb die Post- und Telegraphenverwaltung ein TACS-Netz (D-Netz). Dieses wurde nach der Umstrukturierung bzw. Privatisierung der Post von der Mobilkom Austria weiter betrieben. In Deutschland gab es keine Mobilfunknetze, die diesen Standard benutzten, hier wurde das sogenannte C-Netz genutzt.